# Mnium planifolium
Mnium planifolium là một loài Rêu trong họ Mniaceae. Loài này được (Hedw.) P. Beauv. mô tả khoa học đầu tiên năm 1823.